# Arthur Parkin
Arthur Parkin, född 15 februari 1952 i Whangārei i Northland, död 14 november 2023 i Auckland, var en nyzeeländsk landhockeyspelare.
Han tog OS-guld i herrarnas landhockeyturnering i samband med de olympiska landhockeytävlingarna 1976 i Montréal.